# Founders Tower (Oklahoma City)
Founders Tower (anteriormente conocida como United Founders Life Tower y The 360 at Founders Plaza) es un rascacielos residencial estilo Googie ubicado al noroccidente del centro de Oklahoma City, la capital del estado de Oklahoma (Estados Unidos). Es uno de los hitos más conocidos del horizonte de la ciudad. Tiene una altura de 84 m y 20 pisos, y tierne en el último piso un restaurante llamado 360 que ofrece vistas panorámicas de 360 grados.
Founders Tower fue el segundo edificio en la nación en tener un restaurante giratorio (el primero fue el Space Needle, aunque el restaurante ya no gira). Se terminó originalmente en 1964 como un edificio de oficinas, pero fue remodelado para convertirlo en residencias de lujo. Fue incluido en el Registro Nacional de Lugares Históricos en 2013.

## Diseño
La Founders Tower es una torre cilíndrica de 84 m. De la planta baja al piso 19 tiene un diámetro de 28 m, que se expande a 33 m a partir del piso 20. Hay pequeños balcones en voladizo en los vértices de cada una de las diez caras de la fachada desde el piso 3 al 14. Balcones más anchos sobresalen de cada cara desde el piso 15 al 19. Founders Tower tiene un total de 63 condominios: cuatro en cada piso del 3 al 17, uno que ocupa todo el 18 y dos penthouse en el 19. Todo lo cual es inusual para un rascacielos es su techo de hormigón de "placa plegada". Además de crear el patrón en zigzag distintivo de la parte alta de la torre, esto permitió que el piso 20 estuviera libre de columnas portantes. Este incluye el espacio del restaurante de la torre, que alberga The George Prime Steakhouse desde 2013. El restaurante ya no gira.
El diseño de la Founders Tower es el estilo Googie, también llamado Populuxe, predominante en Estados Unidos durante el auge de los vuelos espaciales. También lo influyeron la Price Tower diseñada por Frank Lloyd Wright en Bartlesville y la Space Needle en Seattle. Debido a las oficinas disponibles en la Founders Tower "eran pequeñas, incómoda y con forma de rebanadas de pastel", como consecuencia de su diseño circular que además incluía balcones, lo hacía adecuado como edificio de oficinas. De ahí que en 2013 se haya readecuado para darle un uso residencial.

## Historia
La United Founders Life Tower fue construida por el brazo de desarrollo inmobiliario de United Founders Life Insurance Corporation. Además de ser los inquilinos principales, la empresa esperaba beneficiarse del desarrollo de los terrenos, en su mayoría rurales, que rodean el rascacielos. Cuando se completó en 1964, fue el primer rascacielos construido en Oklahoma City por fuera del centro de la ciudad. Su ubicación relativamente aislada en el noroccidente de Oklahoma City y su diseño inusual estimuló el desarrollo del área. En el momento en que Space Needle inauguró el primer restaurante giratorio en Estados Unidos en la 21 Century Exposition de Seattle, el diseño de la Founders Tower fue el primero que se cambió para incorporar su propio restaurante giratorio en ese país. Es uno además de los tres edificios de oficinas en Estados Unidos con un restaurante giratorio.
Fue comprada en 1978 por Northwest Investors Limited por 15,5 millones de dólares; Northwest Investors también recibió un préstamo de 5,8 millones de dólares al mismo tiempo. Se vendió en 1981 por 11,1 millones de dólares a National Capitol Real Estate Trust, con sede en California, y Northwest Investors retuvo 25 porcentaje de propiedad. Fue certificada como refugio nuclear por el Cuerpo de Ingenieros del Ejército de los Estados Unidos en 1983. United Founders ejecutó la ejecución hipotecaria en 1986 después de que el Capitolio Nacional incumpliera los pagos del préstamo por los 4,92 millones de dólares restantes. 
En 1986 fue adquirida por Protective Life Insurance Corporation, la empresa matriz de United Founders. Se vendió en 1989 al grupo de inversión sueco-estadounidense Growth Fund International Limited por 2,5 millones de dólares. En 1996, se vendió a Hebron Corporation, una subsidiaria del proveedor de llamadas de larga distancia AmeriVision, por 3.3 millones de dólares.
En 2005, Bridgeport Development Group compró la Founders Tower junto con 3 ha de terreno circundante por 4,6 millones de dólares. Un año después se realizó una renovación de 50 millones de dólares para convertirla en condominios residenciales y revertir 15 años de negligencia por las constantes compras y ventas.  Al mismo tiempo, pasó a llamarse The 360 at Founders Plaza, una referencia a la vista y al restaurante giratorio. Durante las renovaciones de 2007 a 2008 fueron reemplazados los paneles de vidrio originales, tintados en tonos oscuros, por vidrios modernos de color turquesa que ahorran energía. El nombre fue devuelto a Founders Tower en enero. 2010. El 15 de abril de 2013 fue incluida en el Registro Nacional de Lugares Históricos .